# Turó del Marquès
|  | Aquest article tracta sobre Turó del Marquès de Castellbell i el Vilar. Vegeu-ne altres significats a «Turó del Marquès (Massanes)». |

El Turó del Marquès és una muntanya de 358 metres que es troba al municipi de Castellbell i el Vilar, a la comarca catalana del Bages.